# Grammy Award for Best Dance/Electronic Recording
Der Grammy Award for Best Dance Recording (deutsch: „Grammy Award für die beste Dance-Aufnahme“) ist ein seit 1998 jährlich auf den Grammy Awards verliehener Musikpreis. Mit ihm werden hochwertige Werke aus der Dance-Musik geehrt.

## Hintergrund und Geschichte
Die seit 1958 verliehenen Grammy Awards (eigentlich Grammophone Awards) werden jährlich in zahlreichen Kategorien von der Recording Academy in den Vereinigten Staaten von Amerika vergeben, um künstlerische Leistung, technische Kompetenz und hervorragende Gesamtleistung ohne Rücksicht auf die Album-Verkäufe oder Chart-Position zu ehren.
Dieser Preis wurde 1998 erstmals als Grammy Award for Best Dance Recording an Donna Summer und Giorgio Moroder, für ihren Titel Carry On verliehen. 2003 entstand die Kategorie Grammy Award for Best Electronic/Dance Album, für die jeweils besten Dance-Alben. Für die Kategorie können Solokünstler, Duos, Gruppen, die Zusammenarbeit mehrerer Künstler (Gesang oder Instrumental) und nur Lieder nominiert werden.

## Statistik
Die Künstler mit den meisten Auszeichnungen sind Justin Timberlake und Skrillex, die jeweils zwei Mal geehrt wurde. Bislang waren die meisten Preisträger US-Amerikaner, andere Preisträger kamen aus Großbritannien, Australien, den Bahamas, Frankreich und Italien. Madonna hält den Rekord für die meisten Nominierungen, mit fünf. Gloria Estefan, die dreimal nominiert wurde, ist die Künstlerin mit den meisten Nominierungen ohne Auszeichnung.

## Preisträger
| Jahr                  | Künstler / Band                                    | Nationalität                               | Werk                             | Weitere nominierte Künstler | Bilder der Künstler                                                      |
| --------------------- | -------------------------------------------------- | ------------------------------------------ | -------------------------------- | --- | ------------------------------------------------------------------------ |
| 1998 25. Februar 1998 | Donna Summer & Giorgio Moroder                     | Vereinigte Staaten Italien                 | Carry On                         | - Daft Punk – Da Funk - Gina G – Ooh Aah … Just a Little Bit - Pet Shop Boys – To Step Aside - Quad City DJ’s – Space Jam                                                                                      | Donna Summer 2005                                                        |
| 1999 24. Februar 1999 | Madonna                                            | Vereinigte Staaten                         | Ray of Light                     | - Boy George – When Will You Learn - Daft Punk – Around the World - Gloria Estefan – Heaven’s What I Feel - Cyndi Lauper – Disco Inferno                                                                       | Madonna singt Ray of Light (2005)                                        |
| 2000 23. Februar 2000 | Cher                                               | Vereinigte Staaten                         | Believe                          | - Gloria Estefan – Don’t Let This Moment End - Fatboy Slim – Praise You - Jennifer Lopez – Waiting for Tonight - Donna Summer – I Will Go with You (Con te partirò)                                            |                                                                          |
| 2001 22. Februar 2001 | Baha Men                                           | Bahamas                                    | Who Let the Dogs Out             | - Eiffel 65 – Blue (Da Ba Dee) - Enrique Iglesias – Be with You - Jennifer Lopez – Let’s Get Loud - Moby – Natural Blues                                                                                       | Cher, 2010                                                               |
| 2002 21. Februar 2002 | Janet Jackson                                      | Vereinigte Staaten                         | All for You                      | - Daft Punk und Romanthony – One More Time - Depeche Mode – I Feel Loved - Gloria Estefan – Out of Nowhere - Lionel Richie – Angel                                                                             | Janet Jackson                                                            |
| 2003 20. Februar 2003 | Dirty Vegas                                        | Vereinigte Staaten                         | Days Go By                       | - Daniel Bedingfield – Gotta Get Thru This - Groove Armada – Superstylin’ - Kylie Minogue – Love at First Sight - No Doubt – Hella Good                                                                        |                                                                          |
| 2004 19. Februar 2004 | Kylie Minogue                                      | Australien                                 | Come into My World               | - Cher – Love One Another - Groove Armada – Easy - Madonna – Die Another Day - Télépopmusik – Breathe | Kylie Minogue 2008                                                       |
| 2005 18. Februar 2005 | Britney Spears                                     | Vereinigte Staaten                         | Toxic                            | - Basement Jaxx und Lisa Kekaula – Good Luck - Kylie Minogue – Slow - Scissor Sisters – Comfortably Numb - The Chemical Brothers – Get Yourself High                                                           | Britney Spears 2009                                                      |
| 2006 17. Februar 2006 | The Chemical Brothers & Q-Tip                      | Vereinigtes Königreich Vereinigte Staaten  | Galvanize                        | - Deep Dish – Say Hello - Fatboy Slim und Lateef – Wonderful Night - LCD Soundsystem – Daft Punk Is Playing at My House - Kylie Minogue – I Believe in You - New Order – Guilt Is a Useless Emotion            | Chemical Brothers live (2005)Ed Simons (Links) und Tom Rowlands (Rechts) |
| 2007 16. Februar 2007 | Justin Timberlake und Timbaland                    | Vereinigte Staaten                         | SexyBack                         | - Depeche Mode – Suffer Well - Goldfrapp – Ooh La La - Madonna – Get Together - Pet Shop Boys – I’m with Stupid                                                                                                | Justin Timberlake, 2007                                                  |
| 2008 15. Februar 2008 | Justin Timberlake                                  | Vereinigte Staaten                         | Love Stoned/I Think She Knows    | - Justice – D.A.N.C.E. - Mika – Love Today - Rihanna – Don’t Stop the Music - The Chemical Brothers – Do It Again                                                                                              | Justin Timberlake, 2007                                                  |
| 2009 14. Februar 2009 | Daft Punk                                          | Frankreich                                 | Harder, Better, Faster, Stronger | - Hot Chip – Ready for the Floor - Lady Gaga und Colby O’Donis – Just Dance - Madonna – Give It 2 Me - Rihanna – Disturbia - Sam Sparro – Black and Gold                                                       | Daft Punk, 2007                                                          |
| 2010 13. Februar 2010 | Lady Gaga                                          | Vereinigte Staaten                         | Poker Face                       | - David Guetta und Kelly Rowland – When Love Takes Over - Madonna – Celebration - Britney Spears – Womanizer - The Black Eyed Peas – Boom Boom Pow                                                             | Lady Gaga, 2010                                                          |
| 2011 13. Februar 2011 | Rihanna                                            | Barbados                                   | Only Girl (In the World)         | - Goldfrapp – Rocket - La Roux – In for the Kill - Lady Gaga – Dance in the Dark - Robyn – Dancing on My Own                                                                                                   | Rihanna, 2010                                                            |
| 2012 12. Februar 2012 | Skrillex                                           | Vereinigte Staaten                         | Scary Monsters and Nice Sprites  | - Deadmau5 & Greta Svabo Bech – Raise Your Weapon - Duck Sauce – Barbra Streisand - David Guetta & Avicii – Dance in the Dark - Robyn – Call Your Girlfriend - Swedish House Mafia – Save the World            | Skrillex, 2011                                                           |
| 2013 10. Februar 2013 | Skrillex featuring Sirah                           | Vereinigte Staaten                         | Bangarang                        | - Avicii – Levels - Calvin Harris featuring Ne-Yo – Let’s Go - Swedish House Mafia featuring John Martin – Don’t You Worry Child - Al Walser – I Can’t Live Without You                                        | Skrillex, 2011                                                           |
| 2014 26. Januar 2014  | Zedd featuring Foxes                               | Deutschland Vereinigtes Königreich         | Clarity                          | - Duke Dumont featuring A*M*E & MNEK – Need U (100 %) - Calvin Harris featuring Florence Welch – Sweet Nothing - Kaskade – Atmosphere - Armin van Buuren featuring Trevor Guthrie – This Is What It Feels Like | Zedd, 2012                                                               |
| 2015 8. Februar 2015  | Clean Bandit featuring Jess Glynne                 | Vereinigtes Königreich                     | Rather Be                        | - Basement Jaxx – Never Say Never - Disclosure featuring Mary J. Blige – F for You - Duke Dumont featuring Jax Jones – I Got U - Zhu – Faded                                                                   | Grace Chatto von Clean Bandit, 2014                                      |
| 2016 15. Februar 2016 | Jack Ü featuring Justin Bieber                     | Vereinigte Staaten                         | Where Are Ü Now                  | - Above & Beyond featuring Zoë Johnston – We’re All We Need - The Chemical Brothers featuring Q-Tip – Go - Flying Lotus featuring Kendrick Lamar – Never Catch Me - Galantis – Runaway (U & I)                 | Justin Bieber, 2012                                                      |
| 2017 12. Februar 2017 | The Chainsmokers featuring Daya                    | Vereinigte Staaten                         | Don’t Let Me Down                | - Bob Moses – Tearing Me Up - Flume featuring Kai – Never Be like You - Riton featuring Kah-Lo – Rinse & Repeat - Sofi Tukker – Drinkee                                                                        | The Chainsmokers, 2016                                                   |
| 2018 28. Januar 2018  | LCD Soundsystem                                    | Vereinigte Staaten                         | Tonite                           | - Bonobo featuring Innov Gnawa – Bambro Koyo Ganda - CamelPhat featuring Elderbrook – Cola - Gorillaz featuring D.R.A.M. – Andromeda - Odesza featuring Wynne & Mansionair – Line of Sight                     | LCD Soundsystem, 2016                                                    |
| 2019 10. Februar 2019 | Silk City & Dua Lipa featuring Diplo & Mark Ronson | Vereinigtes Königreich Vereinigte Staaten  | Electricity                      | - Above & Beyond featuring Richard Bedford – Northern Soul - Disclosure (featuring Fatoumata Diawara) – Ultimatum - Fisher – Losing It - Virtual Self – Ghost Voices                                           | Diplo und Mark Ronson (Silk City, 2011/2014)                             |
| 2020 26. Januar 2020  | The Chemical Brothers                              | Vereinigtes Königreich                     | Got to Keep On                   | - Bonobo – Linked - Meduza featuring Goodboys – Piece of Your Heart - Rüfüs Du Sol – Underwater - Skrillex & Boys Noize featuring Ty Dolla Sign – Midnight Hour                                                | Chemical Brothers 2007                                                   |
| 2021 14. März 2021    | Kaytranada featuring Kali Uchis                    | Haiti Vereinigte Staaten                   | 10%                              | - Diplo & Sidepiece – On My Mind - Disclosure featuring Aminé & Slowthai – My High - Flume featuring Toro y Moi – The Difference - Jayda G – Both of Us                                                        | Kaytranada (2016)                                                        |
| 2022 3. April 2022    | Rüfüs Du Sol                                       | Australien                                 | Alive                            | - Afrojack & David Guetta – Hero - Ólafur Arnalds featuring Bonobo – Loom - James Blake – Before - Bonobo & Totally Enormous Extinct Dinosaurs – Heartbreak - Caribou – You Can Do It - Tiësto – The Business  | Rüfüs Du Sol, 2018                                                       |
| 2023 5. Februar 2023  | Beyoncé                                            | Vereinigte Staaten                         | Break My Soul                    | - Bonobo – Rosewood - Diplo & Miguel – Don’t Forget My Love - David Guetta & Bebe Rexha – I’m Good (Blue) - Kaytranada featuring H.E.R. – Intimidated - Rüfüs Du Sol – On My Knees                             |                                                                          |
| 2024 4. Februar 2024  | Skrillex, Fred Again & Flowdan                     | Vereinigte Staaten/ Vereinigtes Königreich | Rumble                           | - Aphex Twin – Blackbox Life Recorder 21F - James Blake – Loading - Disclosure – Higher Than Ever Before - Romy & Fred Again – Strong                                                                          |                                                                          |
| 2025 2. Februar 2024  | Justice & Tame Impala                              | Frankreich/ Australien                     | Neverender                       | - She’s Gone, Dance On von Disclosure - Loved von Four Tet - Leavemealone von Fred Again & Baby Keem - Witchy von Kaytranada featuring Childish Gambino                                                        | Justice, 2007 · Tame Impala, 2019                                        |

## Belege
1. ↑  “honor artistic achievement, technical proficiency and overall excellence in the recording industry, without regard to album sales or chart position” Overview. The Recording Academy, archiviert vom Original am 19. August 2012; abgerufen am 11. September 2014.  Info: Der Archivlink wurde automatisch eingesetzt und noch nicht geprüft. Bitte prüfe Original- und Archivlink gemäß Anleitung und entferne dann diesen Hinweis.
2. ↑  Grammy Awards at a Glance. In: Los Angeles Times. Abgerufen am 19. Juli 2010.
3. ↑  Michael Paoletta: Beat Box. In: Billboard. 1. Februar 2003, S. 37 (google.com [abgerufen am 25. Juni 2010]): „For the first time, the best dance recording category is broken out into its own dance field. In previous years, this category was in the pop field …“
4. ↑  49th Annual Grammy Awards Winners List – Past Winners Search. The Recording Academy, abgerufen am 25. Juni 2010.
5. ↑  Dan Auerbach, Fun., Jay-Z, Mumford & Sons, Frank Ocean, Kanye West Lead 55th GRAMMY Nominations, Pressemitteilung der Recording Academy, 5. Dezember 2012.
6. ↑  55th Annual Grammy Awards Nominees. grammy.com; abgerufen am 6. Dezember 2012 (englisch).
7. ↑  NARAL Final Nomination List 57th Grammy Awards. (PDF; 3,0 MB) abgerufen am 31. Dezember 2015.
8. ↑  Justin Bieber’s Seite, abgerufen am 16. Februar 2016.